# Osztrák férfi jégkorong-válogatott
Az osztrák férfi jégkorong-válogatott Ausztria nemzeti csapata, amelyet az Osztrák Jégkorongszövetség (németül: Österreichischer Eishockeyverband) irányít. Az IIHF-világranglista szerint jelenleg a világ 17. legjobb férfi jégkorong-válogatottja. Utolsó érmüket 1947-ben szerezték rangos világversenyen, 1994 óta pedig nem értek el 10.-nél jobb helyezést.

## Története
Az osztrák jégkorongszövetséget 1912 januárjában alapították, és még ugyanazon év március 18-án tagja lett az Nemzetközi Jégkorongszövetségnek. Mivel a februári Európa-bajnokság idején még nem voltak tagok, ezért az ott elért helyezéseket (az osztrákok bronzérmet szereztek a három résztvevő közül) a szövetség érvénytelenítette.
További válogatott mérkőzésekre csak az első világháború után került sor az 1920-as években. A köztes időben a jégkorong átvette a korábban népszerű jéglabda helyét, amelynek köszönhetően az osztrák válogatott 1927-ben hazai pályán Európa-bajnok lett, amely címet az 1931-es jégkorong-világbajnokság legjobb helyezést elérő európai csapataként is megszerezte a világbajnok bronz mellett. Ez utóbbi sikert a válogatott 1947-ben megismételte, máig ez a legjobb eredménye.
A B csoportos világbajnokság 1951-es bevezetésekor a válogatottat átsorolták oda. 1969 és 1992 között nem voltak az A csoportos vb-n, jellemzően a B csoportban szerepeltek. 1993 és 2005 között egy évet leszámítva az A csoportban voltak, 2005 óta pedig váltakozva a főcsoportban és a divízió I-es vb résztvevői. Legutóbb 2017-ben jutottak fel a főcsoportba, a következő évben pedig sikeresen bentmaradtak.
Ausztria először 1928-ban szerepelt olimpián, ekkor az 5. helyet érték el, amely egyben a legjobb olimpiai helyezésük. 

## Eredmények

### Európa-bajnokság
- 1910 – nem vett részt
- 1911 – nem vett részt
- 1912 –  Bronz (később érvénytelenítették)
- 1913 – 4. hely
- 1914 – nem vett részt
- 1915–1920 – az első világháború miatt nem került megrendezésre
- 1921 – nem vett részt
- 1922 – nem vett részt
- 1923 – nem vett részt
- 1924 – nem vett részt
- 1925 –  Ezüst
- 1926 –  Bronz
- 1927 –  Arany
- 1929 –  Bronz
- 1932 –  Ezüst

### Világbajnokság
1920 és 1968 között a téli olimpia minősült az az évi világbajnokságnak is. Ezek az eredmények kétszer szerepelnek a listában.
- 1920 – nem vett részt
- 1924 – nem vett részt
- 1928 – 5. hely
- 1930 – 4. hely
- 1931 –  Bronzérem (egyben Európa-bajnoki arany)
- 1932 – nem vett részt
- 1933 – 4. hely
- 1934 – 7. hely
- 1935 – 6. hely
- 1936 – 7. hely
- 1937 – nem vett részt
- 1938 – 10. hely
- 1939 – nem vett részt
- 1947 –  Bronzérem
- 1948 – 8. hely
- 1949 – 6. hely
- 1950 – nem vett részt
- 1951 – 11. hely (B csop., 4. hely)
- 1952 – 11. hely (B csop., 2. hely)
- 1953 – 11. hely (B csop., 2. hely)
- 1954 – nem vett részt
- 1955 – 11. hely (B csop., 2. hely)
- 1956 – 10. hely
- 1957 – 7. hely
- 1958 – nem vett részt
- 1959 – 15. hely (B csop., 3. hely)
- 1960 – nem vett részt
- 1961 – 14. hely (B csop., 6. hely)
- 1962 – 10. hely (B csop., 2. hely)
- 1963 – 16. hely (C csop., 1. hely)
- 1964 – 13. hely
- 1965 – 13. hely (B csop., 5. hely)
- 1966 – 13. hely (B csop., 5. hely)
- 1967 – 14. hely (B csop., 6. hely)
- 1968 – 13. hely
- 1969 – 13. hely (B csop., 7. hely)
- 1970 – 15. hely (C csop., 1. hely)
- 1971 – 13. hely (B csop., 7. hely)
- 1972 – 14. hely (C csop., 1. hely)
- 1973 – 12. hely (B csop., 6. hely)
- 1974 – 14. hely (B csop., 8. hely)
- 1975 – 17. hely (C csop., 3. hely)
- 1976 – 17. hely (C csop., 1. hely)
- 1977 – 17. hely (B csop., 9. hely)
- 1978 – 18. hely (C csop., 2. hely)
- 1979 – 15. hely (B csop., 7. hely)
- 1981 – 17. hely (C csop., 1. hely)
- 1982 – 10. hely (B csop., 2. hely)
- 1983 – 11. hely (B csop., 3. hely)
- 1985 – 12. hely (B csop., 4. hely)
- 1986 – 14. hely (B csop., 6. hely)
- 1987 – 11. hely (B csop., 3. hely)
- 1989 – 14. hely (B csop., 6. hely)
- 1990 – 11. hely (B csop., 3. hely)
- 1991 – 13. hely (B csop., 5. hely)
- 1992 – 13. hely (B csop., 1. hely)
- 1993 – 11. hely
- 1994 – 8. hely
- 1995 – 11. hely
- 1996 – 12. hely
- 1997 – 16. hely (B csop., 4. hely)
- 1998 – 15. hely
- 1999 – 10. hely
- 2000 – 13. hely
- 2001 – 11. hely
- 2002 – 12. hely
- 2003 – 10. hely
- 2004 – 11. hely
- 2005 – 16. hely
- 2006 – 18. hely (Divízió I B, 1. hely)
- 2007 – 15. hely
- 2008 – 17. hely (Divízió I A, 1. hely)
- 2009 – 14. hely
- 2010 – 17. hely (Divízió I A, 1. hely)
- 2011 – 15. hely
- 2012 – 18. hely (Divízió I A, 1. hely)
- 2013 – 15. hely
- 2014 – 18. hely (Divízió I A, 2. hely)
- 2015 – 15. hely
- 2016 – 20. hely (Divízió I A, 4. hely)
- 2017 – 17. hely (Divízió I A, 1. hely)
- 2018 – 14. hely
- 2019 – 16. hely

### Olimpiai játékok
- 1920 – nem vett részt
- 1924 – nem vett részt
- 1928 – 5. hely
- 1932 – nem vett részt
- 1936 – 7. hely
- 1948 – 8. hely
- 1952 – nem vett részt
- 1956 – 10. hely
- 1960 – nem vett részt
- 1964 – 13. hely
- 1968 – 13. hely
- 1972 – nem vett részt
- 1976 – 8. hely
- 1980 – nem vett részt
- 1984 – 10. hely
- 1988 – 9. hely
- 1992 – nem vett részt
- 1994 – 12. hely
- 1998 – 14. hely
- 2002 – 12. hely
- 2006 – nem jutott ki
- 2010 – nem jutott ki
- 2014 – 10. hely
- 2018 – nem jutott ki
- 2022 – nem jutott ki